# Esquirol pigmeu d'orelles blanques
L'esquirol pigmeu d'orelles blanques (Microsciurus otinus) és una espècie de rosegador de la família dels esciúrids. És endèmic de Colòmbia (departaments d'Antioquia, Bolívar i Córdoba). El seu hàbitat natural són les selves pluvials, on viu a altituds d'entre 200 i 1.500 msnm. Té una llargada de cap a gropa de 120-141 mm i la cua de 95-132 mm.